# Strandängens idrottsplats
Strandängens idrottsplats är en idrottsplats i Örsjö tätort, vid Örsjösjön, som ägs, sköts och används av Örsjö IF. På idrottsplatsen finns det förutom en gräsplan även en grusplan, parkering, Örsjö IF:s klubbhus med omklädningsrum och kiosk, samt en badplats i anslutning till idrottsplatsen. Strandängens idrottsplats invigdes 1951.